# Gilles Kepel
Gilles Kepel (Parigi, 30 giugno 1955) è un politologo e arabista francese, specializzato negli studi sul Medio Oriente contemporaneo e sulle comunità musulmane in Occidente.

## Biografia
Figlio dell'attore teatrale di origini ceche Milan Kepel (1928-2019), è professore all'Université de recherche Paris Sciences et Lettres (PSL) e direttore della cattedra "Medio Oriente-Mediterraneo" presso la stessa università, con sede all'École Normale Supérieure (ENS). È anche direttore della MEM Freethinking Platform dell'Università della Svizzera Italiana (USI).
Di formazione classicista, ha iniziato a studiare arabo dopo un viaggio nel Levante nel 1974. Laureato inizialmente in filosofia ed inglese, ha completato i suoi studi di lingua araba presso l'Institut Français d'etudes Arabes de Damas (IFEAD) a Damasco (1977-78) e ha conseguito poi la laurea a Sciences Po nel 1980.
Si è specializzato nello studio dei movimenti islamisti contemporanei e ha trascorso tre anni al Centro di ricerca francese in Egitto (CEDEJ), dove ha condotto ricerche sul campo per la sua tesi di dottorato (1983) sui movimenti islamisti in Egitto, poi pubblicata nel 1984 come suo primo libro, col titolo Le Prophète et Pharaon. Aux sources des mouvements islamistes (trad. ital. Il profeta e il faraone, Roma-Bari, Laterza, 2006). Si tratta del primo volume in assoluto che analizza la militanza islamica contemporanea e al giorno d'oggi rappresenta nelle università di tutto il mondo un testo di riferimento in materia.
Dopo il suo ritorno in Francia, dove è diventato ricercatore al CNRS (Centre National de la Recherche Scientifique), ha approfondito gli sviluppi dell'islam come fenomeno politico e sociale nel suo Paese, che lo ha portato alla pubblicazione di Les banlieues de l'islam (1987), vero e proprio “manuale” sull'islam nel mondo occidentale.
Si è dedicato successivamente allo studio comparato dei movimenti politico–religiosi nell'islam, nell'ebraismo e nel cristianesimo e ha pubblicato nel 1991 La revanche de Dieu (trad. ital. La rivincita di Dio, Milano, Rizzoli, 1991), best seller tradotto in 19 lingue.
In qualità di visiting professor all'University of New York nel 1993, ha condotto ricerche sul campo tra i musulmani afroamericani negli Stati Uniti, che sono state funzionali alla comprensione di eventi quali il caso Rushdie nel Regno Unito e le polemiche sul hijab in Francia. Questi studi sono stati propedeutici alla pubblicazione del volume A l'Ouest d'Allah (trad. ital. A ovest di Allah, Palermo, Sellerio, 1996).
Nel 1993 ha ricevuto l'abilitazione a direttore di ricerca (abilitazione a supervisore di dottorato) da un comitato presieduto da René Remond, preside di Sciences Po, e formato da professori quali Rémy Leveau, Ernest Gellner, Alain Touraine e André Miquel.
Promosso direttore di ricerca al CNRS nel 1995, ha trascorso l'anno accademico 1995-96 a New York in veste di consortium professor (in collaborazione con la Columbia and New York University e la New School Social Researches). Ha approfittato delle risorse bibliografiche delle università del posto per preparare il suo best seller Jihad: expansion et declin de l'islamisme (trad. ital. Jihad. Ascesa e declino, Roma, Carocci, 2003), basato su due anni di ricerche sul campo nel mondo musulmano dall'Indonesia all'Africa, pubblicato in inglese nel 2001 e tradotto in una dozzina di lingue.
Pur avendo ricevuto una buona accoglienza per i suoi obiettivi di ricerca, questo libro è stato criticato dopo gli attentati dell'11 settembre per la sua tesi sul declino della mobilitazione politica islamista alla fine degli anni novanta. Kepel ha risposto alle critiche con il suo diario di viaggio Chronique d'une guerre d'Orient (2002), in cui ha analizzato in prospettiva il declino dell'islamismo come parte finale di una prima fase, che in seguito avrebbe designato come “dialettica del jihadismo”.
La prima fase incarna la lotta contro il “nemico vicino”, seguita da una seconda fase, quella di al-Qāʿida, che ha imparato dagli errori della prima e si è concentrata sulla lotta al “nemico lontano”. A sua volta, però, questa strategia si è rivelata fallimentare, non riuscendo a mobilitare le masse musulmane sotto la bandiera del jihādismo. In seguito, a questa fase ne è succeduta una terza, quella dello Stato Islamico (ISIS), caratterizzata da una filiale di cellule jihadiste radicate in Europa, Medio Oriente e Africa. Questa trilogia del jihād è stata approfondita in Fitna. Guerre au Coeur de l’islam (2004, trad. ital. Fitna. Guerra nel cuore dell'islam, Roma–Bari, Laterza, 2004) e in Terreur et martyre : relever le défi de civilization  (2008, trad. ital. Oltre il terrore e il martirio, Milano, Feltrinelli, 2009). Con i suoi studenti, Kepel è stato anche co-autore di Al Qaeda dans le texte (Al Qaeda. I testi, Roma–Bari, Laterza, 2006), traduzione ed analisi di una raccolta di testi di ideologi del jihadismo quali ʿAbd Allāh al-ʿAzzām, Osāma bin Lāden, Ayman al-Zawāhirī e Abū Muṣʿab al-Zarqāwī.
Nel 2001 è stato nominato professore di scienze politiche a Sciences Po, dove ha creato il programma di ricerca su "Medio Oriente e Mediterraneo" e il forum EuroGolfe. È stato supervisore di più di 40 tesi di dottorato ed ha creato la serie "ProcheOrient" presso la casa editrice Presses Universitaires de France (PUF), per fare in modo che i suoi dottorandi pubblicassero il loro primo libro dopo la discussione della tesi. Dal 2004 al 2017 la serie comprende 23 volumi, molti dei quali in corso di traduzione in inglese.
Nel dicembre del 2010 (mese in cui l'attivista tunisino Mohamed Bouazizi si era dato fuoco in segno di protesta a Sidi Bouzid, in Tunisia, dando inizio alla cosiddetta “Rivoluzione dei Gelsomini”, la prima delle cosiddette "primavere arabe"), Sciences Po ha chiuso il programma di ricerca su Medio Oriente e Mediterraneo.
Kepel è stato nominato "senior fellow" all'Istituto di Francia per cinque anni (2010-2015), incarico che gli ha permesso di concentrarsi di nuovo sulle ricerche sul campo. Gli è stato anche offerto il posto di visiting professor presso la cattedra “Philippe Roman” di Storia e relazioni internazionali presso la London School of Economics (2009-2010). Ha anche insegnato nel 2008-2009 alla LUISS (Libera Università Italiana per le Scienze Sociale Guido Carli) di Roma, come "professore invitato", tenendo un corso sul Medio Oriente.
Nel 2012 ha pubblicato Banlieue de la République, un'indagine sulle rivolte del 2005 nelle banlieue francesi, in particolare nell'area di Clichy-Montfermeil, nel nord di Parigi, da cui esse hanno preso le mosse. Lo studio si è basato su un anno di ricerche, seguendo il metodo dell'osservazione partecipante insieme a un gruppo di studenti, e in cooperazione col think tank Institut Montaigne. Il sequel, Quatre-vingt treize (93, dal nome del codice postale del distretto Seine–Saint Denis a nord di Parigi), rappresenta un'indagine con una prospettiva più generale sull'islam in Francia, 25 anni dopo Les banlieues de l'islam.
Nel 2013 ha documentato i tumulti nel mondo arabo nel diario di viaggio Passion arabe, un best seller insignito del Premio Pétrarque da parte della radio France Culture e scelto come libro dell'anno dal quotidiano Le Monde.
Nel 2014 ha pubblicato Passion Française, diario di viaggio e indagine che documenta la prima generazione di candidati di estrazione musulmana alle elezioni parlamentari del 2012, focalizzandosi in particolare su Marsiglia e Roubaix. Il volume rappresenta il terzo libro di una tetralogia culminata nel 2015 con Terreur dans l’Hexagone. Genèse du djihad français, che descrive e analizza in prospettiva gli attacchi terroristici d'impronta jihadista compiuti in Francia. Best seller tradotto in cinque lingue, il libro ha reso Kepel un intellettuale tra i più noti del momento, ma anche un bersaglio dei jihadisti.
Nel 2016 pubblica La fracture, basato sulle cronache radiofoniche in onda su "France Culture" nel 2015-2016, che si sofferma sull'impatto del terrorismo jihadista nell’ambito della recrudescenza degli attacchi che hanno colpito la Francia e l'Europa. L'autore analizza gli attacchi in prospettiva con l'ascesa dei movimenti di estrema destra in Europa e si concentra sulle fratture sociali e politiche del vecchio continente.
Nel febbraio 2016 è stato nominato direttore della cattedra d'eccellenza “Mediterraneo e Medio Oriente”, creata di recente e con sede all'ENS. Dirige gli incontri mensili del seminario “Violenza e dogma: l'uso del passato nell'islamismo contemporaneo”.
In ottobre 2018, ha pubblicato Sortir du Chaos : Les crises en Méditerranée et au Moyen-Orient (ed. Gallimard, Parigi). Il 29 agosto 2019 è stata pubblicata l'edizione italiana a cura della dr.ssa Federica Frediani: Uscire dal caos: le crisi nel Mediterraneo e nel Medio Oriente, Milano, Raffaello Cortina Editore. In novembre 2018, è stato nominato professore aggregato all'Università della Svizzera Italiana (USI).

## Pubblicazioni
- Gilles Kepel, Le Prophète et Pharaon. Aux sources des mouvements islamistes, Parigi, Le Seuil, [1984], edizione riveduta 1993 (trad. ital. Il profeta e il faraone, Roma-Bari, Laterza, 2006. ISBN 9788842078418).
- Les banlieues de l'islam. Naissance d'une religion en France, Parigi, Le Seuil, [1987], II edizione 1991.
- "Terreur et martyre: relever le défi de civilisation", Édition Flammarion, Parigi, 2008 (Traduzione italiana Oltre il terrore e il martirio, ad opera di Donata Feroldi, Milano, Serie Bianca Feltrinelli, febbraio 2009).
- La rivincita di Dio, Milano, Rizzoli, 1991
- A ovest di Allah, Palermo, Sellerio, 1996
- Chronique d'une guerre d'Orient, automne 2001. Brève chronique d'Israël et de Palestine, avril-mai 2001, Parigi, Gallimard, 2002.
- Jihad. Ascesa e declino Roma, Carocci, 2003
- Bad moon rising: A chronicle of the Middle East today, Londra, Saqi, 2003.
- Jihad: The Trail of Political Islam, Londra, I.B. Tauris, 2004.
- The War for Muslim Minds: Islam and the West, Cambridge, Mass / London, Belknap Press, 2004. — translation of Fitna. guerre au cœur de l'islam : essai, Paris, Gallimard, 2004 (Traduzione italiana Fitna. Guerra nel cuore dell'Islam, Roma-Bari, Laterza, 2004).
- Du jihad à la fitna, Parigi, Bayard / BNF, 2005.
- The roots of radical Islam, Londra, Saqi, 2005.
- Al Qaeda. I testi, Roma–Bari, Laterza, 2006 (a cura di Jean-Pierre Milelli).
- Oltre il terrore e il martirio, Milano, Feltrinelli, 2009
- Banlieue de la République. Société, politique et religion à Clichy-sous-Bois et Montfermeil, Gallimard, Paris, 2012
- Quatre-vingt-treize, Paris, Gallimard, 2012
- Passion arabe, Paris, Gallimard, 2013
- Passion française. La voix des cités, Paris, Gallimard, 2014
- Terreur dans l'Hexagone, Genèse du djihad français, avec Antoine Jardin, Paris, Gallimard, 2015
- La Fracture, coédition Gallimard / France Culture, Paris, 2016
- Uscire dal caos: le crisi nel Mediterraneo e nel Medio Oriente, Milano, Raffaello Cortina Editore, 2019.
- Il ritorno del profeta, Feltrinelli, Milano 2021.
- Olocausti: Israele, Gaza e lo sconvolgimento del mondo dopo il 7 ottobre, Feltrinelli, Milano 2024.

## Articoli ed interviste
- The war for Muslim minds: an interview with Gilles Kepel, su opendemocracy.net.
- The trail of political Islam, su opendemocracy.net (archiviato dall'url originale il 27 aprile 2007).
- Tightrope walks and chessboards: an interview with Gilles Kepel, su opendemocracy.net (archiviato dall'url originale il 28 aprile 2007).
- PBS:"Al Qaeda's New Front" Interview with Gilles Kepel, su pbs.org.